# ISO 11238
ISO 11238  ist eine Norm der Internationalen Organisation für Normung (ISO), die Datenelemente, Strukturen und Beziehungen zwischen Datenelementen zur Identifizierung und detaillierten Darstellung von in Arzneimitteln verwendeten Substanzen beschreibt. Dies schließt auch Substanzen ein, die in Nahrungsergänzungsmitteln, Nahrungsmitteln und Kosmetika Verwendung finden.
Der Standard wurde in der Arbeitsgruppe WG6 (Pharmacy) des Technischen Komitee ISO TC 215 Health Informatics erarbeitet.

## Weitere relevante Standards
Der Standard ISO 11238 gehört zu einer Gruppe von fünf Standards zur Identifikation von Arzneimitteln (IDMP). Weitere Standards sind
- ISO 11616 - Pharmazeutische Produkte[2]
- ISO 11615 - Arzneimittel[3]
- ISO 11240 - Maßeinheiten[4]
- ISO 11239 - Kataloge für Darreichungsformen, Dosiereinheiten, Anwendungsarten und Behältnisse[5]

Die gesamte Gruppe der Normen wurde für die Nutzung bei Humanarzneimitteln entwickelt.